# Кэмерон-Парк (аэропорт)
Аэропорт Кэмерон (англ. Cameron Airpark), (FAA LID: O61) — частный гражданский аэропорт, расположенный в городе Кэмерон-Парк, округ Эль-Дорадо (Калифорния), США.
Аэропорт Кэмерон предназначен для обслуживания рейсов авиации общего назначения и играет важную роль в жизнедеятельности города Кэмерон-Парк и близлежащих районов.

## Операционная деятельность
Аэропорт Кэмерон занимает площадь в 25 гектар, расположен на высоте 392 метра над уровнем моря и эксплуатирует одну взлётно-посадочную полосу:
- 13/31 размерами 1235 х 15 метров с асфальтовым покрытием.